# Neufvy-sur-Aronde
Neufvy-sur-Aronde est une commune française située dans le département de l'Oise en région Hauts-de-France.

## Géographie
La rivière Aronde passe par Neufvy-sur-Aronde.
| Belloy       |                   | Lataule            |
| Wacquemoulin | Neufvy-sur-Aronde | Gournay-sur-Aronde |
|              | Moyenneville      |                    |

### Hydrographie

#### Réseau hydrographique
La commune est située dans le bassin Seine-Normandie. Elle est drainée par l'Aronde et la Somme Dor,,.
L'Aronde, d'une longueur de 26 km, prend sa source dans la commune de Montiers et se jette  dans l'Oise (rive gauche) à Clairoix, après avoir traversé 13 communes. 

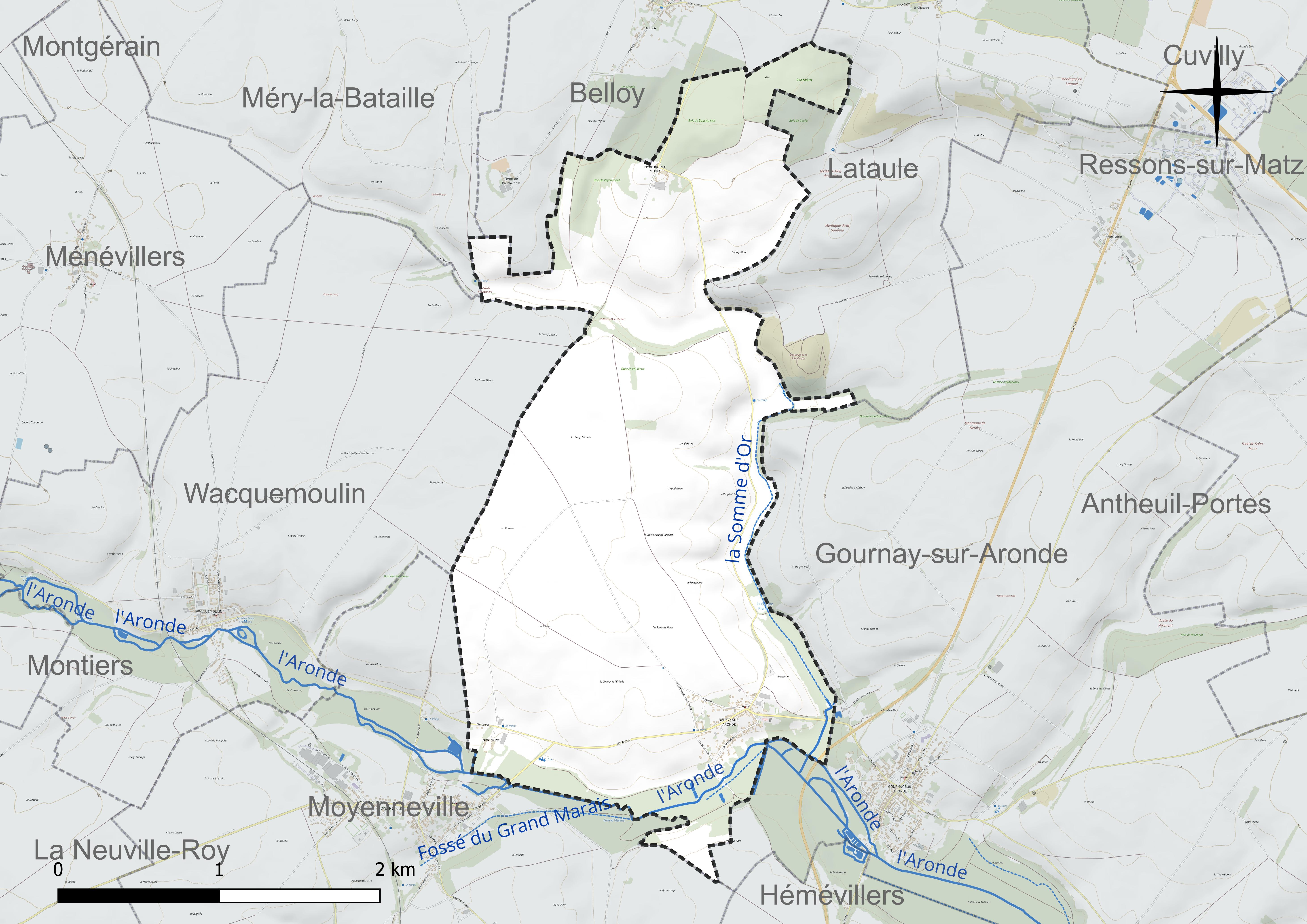
Réseau hydrographique de Neufvy-sur-Aronde.

#### Gestion et qualité des eaux
Le territoire communal est couvert par le schéma d'aménagement et de gestion des eaux (SAGE) « Sensée ». Ce document de planification concerne un territoire de 789 km2 de superficie, délimité par trois bassins versants en totalité ou en partie (Aisne, Oise et Aronde). Le périmètre a été arrêté le 16 octobre 2001 et le SAGE proprement dit a été approuvé le 8 juin 2009, puis révisé le 27 novembre 2019. La structure porteuse de l'élaboration et de la mise en œuvre est le syndicat mixte Oise-Aronde. 
La qualité des cours d'eau peut être consultée sur un site dédié géré par les agences de l'eau et l'Agence française pour la biodiversité. 

### Climat
Pour des articles plus généraux, voir Climat des Hauts-de-France et Climat de l'Oise.
En 2010, le climat de la commune est de type climat océanique dégradé des plaines du Centre et du Nord, selon une étude du CNRS s'appuyant sur une série de données couvrant la période 1971-2000. En 2020, Météo-France publie une typologie des climats de la France métropolitaine dans laquelle la commune est exposée à un climat océanique et est dans la région climatique  Nord-est du bassin Parisien, caractérisée par un ensoleillement médiocre, une pluviométrie moyenne régulièrement répartie au cours de l'année et un hiver froid (3 °C). 
Pour la période 1971-2000, la température annuelle moyenne est de 10,3 °C, avec une amplitude thermique annuelle de 14,8 °C. Le cumul annuel moyen de précipitations est de 664 mm, avec 11,1 jours de précipitations en janvier et 8,1 jours en juillet. Pour la période 1991-2020, la température moyenne annuelle observée sur la station météorologique la plus proche, située sur la commune de Godenvillers à 13 km à vol d'oiseau, est de 11,1 °C et le cumul annuel moyen de précipitations est de 701,9 mm,. Pour l'avenir, les paramètres climatiques de la commune estimés pour 2050 selon différents scénarios d'émission de gaz à effet de serre sont consultables sur un site dédié publié par Météo-France en novembre 2022.

## Urbanisme

### Typologie
Au 1er janvier 2024, Neufvy-sur-Aronde est catégorisée commune rurale à habitat dispersé, selon la nouvelle grille communale de densité à sept niveaux définie par l'Insee en 2022.
Elle est située hors unité urbaine. Par ailleurs la commune fait partie de l'aire d'attraction de Compiègne, dont elle est une commune de la couronne,. Cette aire, qui regroupe 101 communes, est catégorisée dans les aires de 50 000 à moins de 200 000 habitants,.

### Occupation des sols
L'occupation des sols de la commune, telle qu'elle ressort de la base de données européenne d'occupation biophysique des sols Corine Land Cover (CLC), est marquée par l'importance des territoires agricoles (83,7 % en 2018), une proportion identique à celle de 1990 (83,7 %). La répartition détaillée en 2018 est la suivante : 
terres arables (82,7 %), forêts (16,3 %), zones agricoles hétérogènes (0,9 %). L'évolution de l'occupation des sols de la commune et de ses infrastructures peut être observée sur les différentes représentations cartographiques du territoire : la carte de Cassini (XVIIIe siècle), la carte d'état-major (1820-1866) et les cartes ou photos aériennes de l'IGN pour la période actuelle (1950 à aujourd'hui).

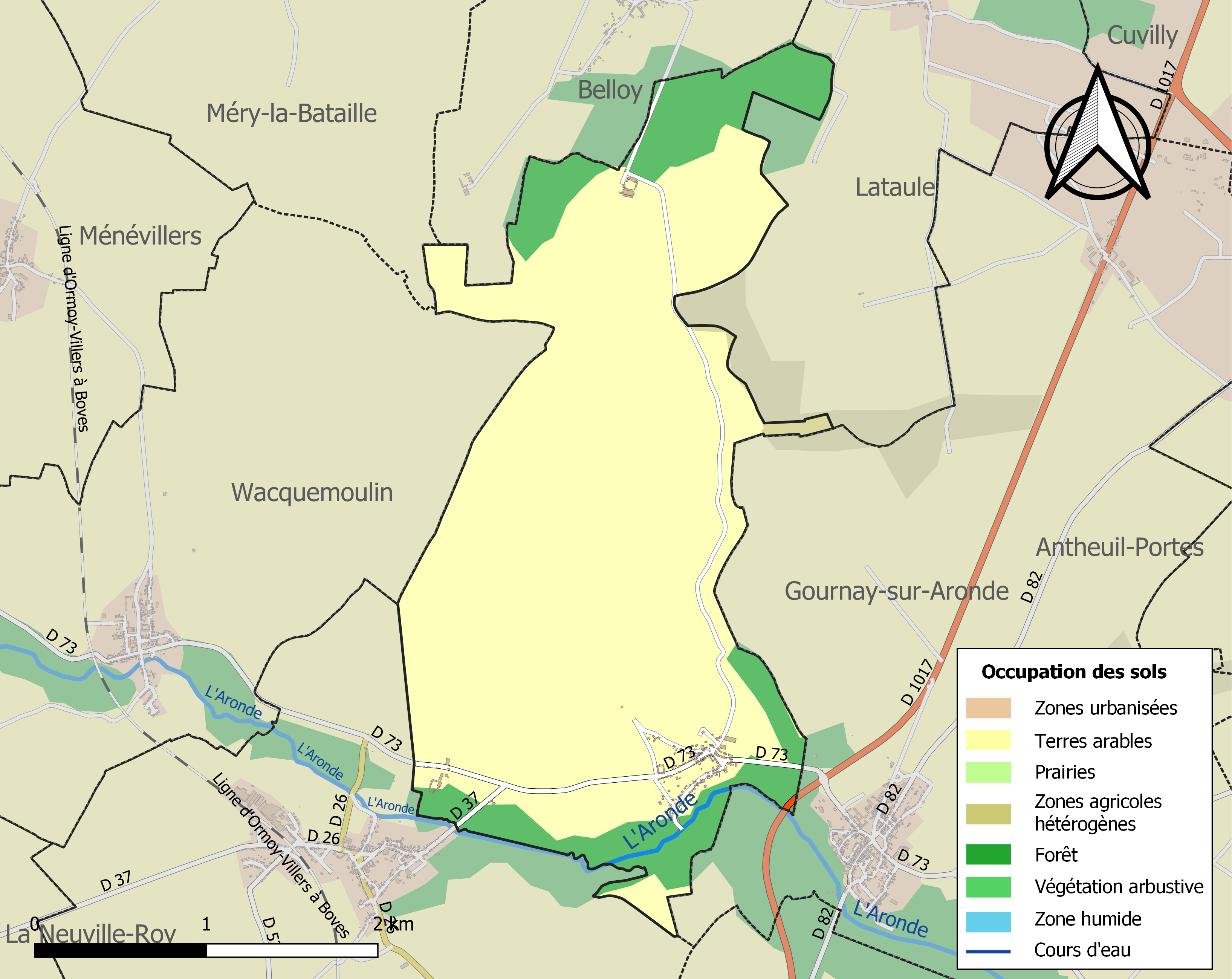
Carte des infrastructures et de l'occupation des sols de la commune en 2018 (CLC).

### Voies de communication et transports
La commune est desservie, en 2023, par les lignes 663, 6303 et 6334 du réseau interurbain de l'Oise.

## Toponymie
Le nom de la localité est attesté sous les formes Novus vicus (1079) ; villis suis … Novo vico (1190) ; S. Petrus de Novi vivi (1198) ; Novus vicus super Aronam (XIIe) ; Novovicus (1230) ; aliaumes de nuefvi (1255) ; Neuvi (XIIIe) ; ecclesia de Neuvi (XVe) ; Neufvy (1575) ; Neuvy sur Aronde (1608) ; Neufvy le prieuré (1620) ; Neuvie (1667) ; Neuvy (1743) ; Neufvi (XIXe) ; Neufvy-sur-Aronde (1914).

De l'adjectif latin novus « neuf » et vicus « village ». 
L'Aronde est un cours d'eau français de petite importance, qui coule dans le département de l'Oise, en région Hauts-de-France, dans l'ancienne région Picardie.

## Politique et administration
| Période                                  | Période                         | Identité                  | Étiquette | Qualité                                                            |
| ---------------------------------------- | ------------------------------- | ------------------------- | --------- | ------------------------------------------------------------------ |
| Les données manquantes sont à compléter. |                                 |                           |           |                                                                    |
|                                          | mai 1915                        | Pierre Antoine de Canlers |           | Vicomte, officier de réserve, propriétaire Mort au champ d'honneur |
| Les données manquantes sont à compléter. |                                 |                           |           |                                                                    |
| avant 1988                               | ?                               | Jérôme Chabrol            |           |                                                                    |
| 2001                                     | 2014                            | Evelyne Buffenoir         |           |                                                                    |
| 2014                                     | En cours (au 16 septembre 2014) | Marc d'Arrentières        |           |                                                                    |

## Population et société

### Démographie

#### Évolution démographique
L'évolution du nombre d'habitants est connue à travers les recensements de la population effectués dans la commune depuis 1793. Pour les communes de moins de 10 000 habitants, une enquête de recensement portant sur toute la population est réalisée tous les cinq ans, les populations de référence des années intermédiaires étant quant à elles estimées par interpolation ou extrapolation. Pour la commune, le premier recensement exhaustif entrant dans le cadre du nouveau dispositif a été réalisé en 2006.

En 2022, la commune comptait 278 habitants, en évolution de −1,07 % par rapport à 2016 (Oise : +0,87 %, France hors Mayotte : +2,11 %).
| 1793 | 1800 | 1806 | 1821 | 1831 | 1836 | 1841 | 1846 | 1851 |
| ---- | ---- | ---- | ---- | ---- | ---- | ---- | ---- | ---- |
| 193  | 181  | 203  | 198  | 205  | 216  | 198  | 192  | 200  |

| 1856 | 1861 | 1866 | 1872 | 1876 | 1881 | 1886 | 1891 | 1896 |
| ---- | ---- | ---- | ---- | ---- | ---- | ---- | ---- | ---- |
| 196  | 213  | 212  | 190  | 181  | 186  | 200  | 185  | 187  |

| 1901 | 1906 | 1911 | 1921 | 1926 | 1931 | 1936 | 1946 | 1954 |
| ---- | ---- | ---- | ---- | ---- | ---- | ---- | ---- | ---- |
| 198  | 185  | 149  | 166  | 187  | 166  | 180  | 158  | 130  |

| 1962 | 1968 | 1975 | 1982 | 1990 | 1999 | 2006 | 2011 | 2016 |
| ---- | ---- | ---- | ---- | ---- | ---- | ---- | ---- | ---- |
| 143  | 127  | 105  | 108  | 136  | 179  | 206  | 258  | 281  |

| 2021 | 2022 | - | - | - | - | - | - | - |
| ---- | ---- | - | - | - | - | - | - | - |
| 279  | 278  | - | - | - | - | - | - | - |

#### Pyramide des âges
La population de la commune est relativement jeune.
En 2018, le taux de personnes d'un âge inférieur à 30 ans s'élève à 43,4 %, soit au-dessus de la moyenne départementale (37,3 %). À l'inverse, le taux de personnes d'âge supérieur à 60 ans est de 10,6 % la même année, alors qu'il est de 22,8 % au niveau départemental.
En 2018, la commune comptait 136 hommes pour 143 femmes, soit un taux de 51,25 % de femmes, légèrement supérieur au taux départemental (51,11 %).
Les pyramides des âges de la commune et du département s'établissent comme suit.
| Hommes | Classe d’âge | Femmes |
| ------ | ------------ | ------ |
| 0,0    | 90 ou +      | 0,0    |
| 2,9    | 75-89 ans    | 2,8    |
| 8,0    | 60-74 ans    | 7,6    |
| 21,9   | 45-59 ans    | 19,4   |
| 24,8   | 30-44 ans    | 25,7   |
| 13,9   | 15-29 ans    | 13,9   |
| 28,5   | 0-14 ans     | 30,6   |

| Hommes | Classe d’âge | Femmes |
| ------ | ------------ | ------ |
| 0,5    | 90 ou +      | 1,4    |
| 5,5    | 75-89 ans    | 7,6    |
| 15,6   | 60-74 ans    | 16,3   |
| 20,8   | 45-59 ans    | 20     |
| 19,4   | 30-44 ans    | 19,4   |
| 17,6   | 15-29 ans    | 16,2   |
| 20,6   | 0-14 ans     | 19,1   |

## Lieux et monuments

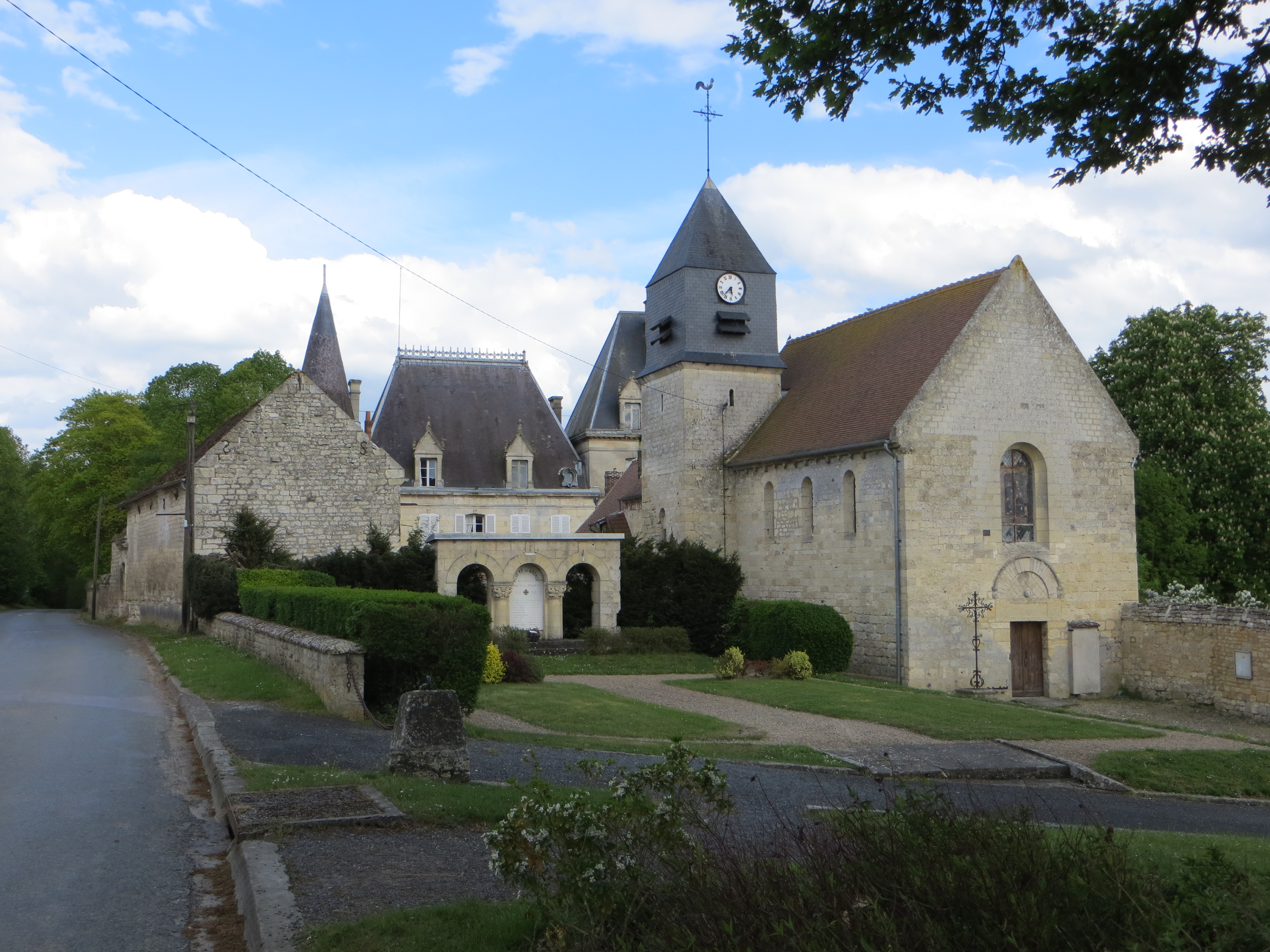
Église Saint-Pierre - cloche de l'église sonnant 18 h : Fichier:Neufvy-sur-Aronde - Église Saint-Pierre - 18h.ogg

- Église Saint-Pierre.